# Radicaal 41
Van de in totaal 214 Kangxi-radicalen heeft radicaal 41 de betekenis duim en inch. Het is een van de eenendertig radicalen die bestaat uit drie strepen.
In het Kangxi-woordenboek zijn er veertig karakters die dit radicaal gebruiken.

## Karakters met het radicaal 41

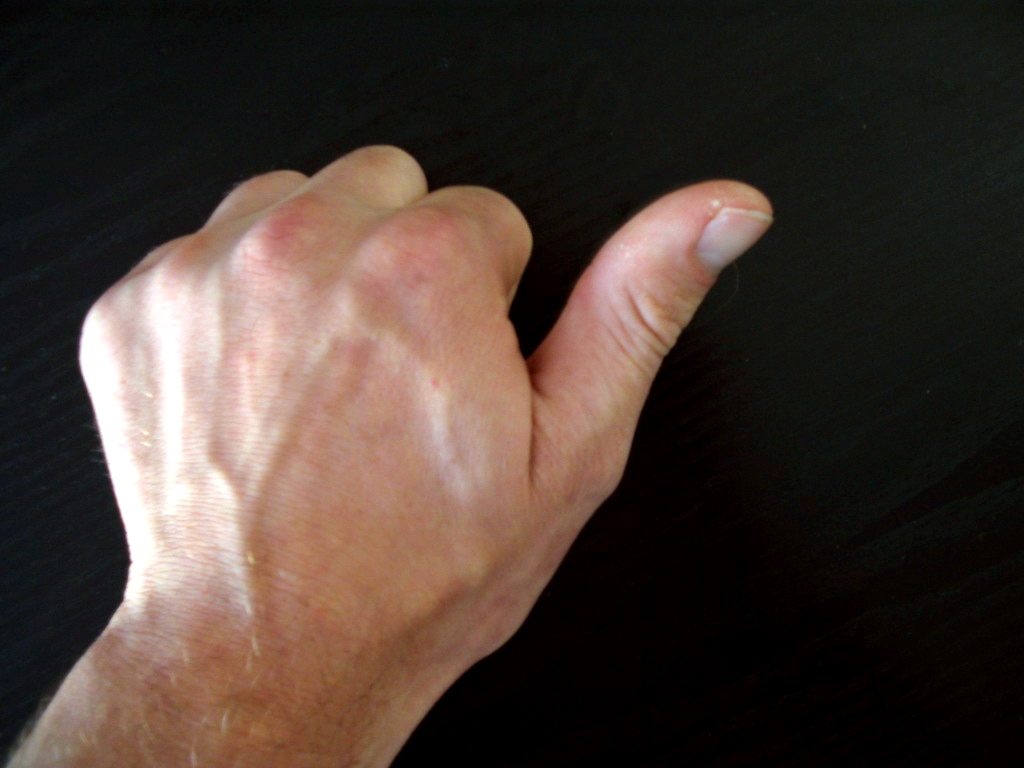
duim

| Strepen | Karakter    |
| ------- | ----------- |
| + 0     | 寸          |
| + 2     | 对          |
| + 3     | 寺 寻 导    |
| + 4     | 寽 対 寿    |
| + 5     | 尀          |
| + 6     | 封 専       |
| + 7     | 尃 射 尅 将 |
| + 8     | 將 專 尉    |
| + 9     | 尊 尋 尌    |
| + 11    | 對          |
| + 13    | 導          |

Groot zegelkarakter
Klein zegelkarakter